# SINTEF
 (mars 2014).
Si vous disposez d'ouvrages ou d'articles de référence ou si vous connaissez des sites web de qualité traitant du thème abordé ici, merci de compléter l'article en donnant les références utiles à sa vérifiabilité et en les liant à la section « Notes et références ».
La SINTEF (norvégien : Stiftelsen for industriell og teknisk forskning, qui signifie « Fondation pour la recherche scientifique et industrielle ») est la plus grande organisation indépendante de recherche scientifique en Scandinavie[réf. nécessaire]. Chaque année, la SINTEF soutient les activités de recherche et développement d’environ 2 000 entreprises norvégiennes et étrangères. Son siège est situé à Trondheim, en Norvège.
La SINTEF a été créée au sein de l’Institut norvégien de technologie (NTH) à Trondheim en 1950, et s’est rapidement développée dans les années qui ont suivi. En 1993, elle a fusionné avec le Centre pour la recherche industrielle d’Oslo, pour créer le campus SINTEF d’Oslo.

## Sites
En 2010, la SINTEF comptait environ 2 100 employés, dont la plupart situés à  Trondheim, et environ 350 à Oslo. La SINTEF possède également des bureaux à Bergen, Stavanger, Tromsø, Raufoss et Ålesund.

## Partenariats
La SINTEF travaille en étroite collaboration avec l’Université norvégienne de sciences et de technologie (NTNU) à Trondheim et avec l’Université d'Oslo (UIO). Cette coopération inclut la participation du personnel de la NTNU à des projets soutenus par la SINTEF, et la participation du personnel de la SINTEF aux cours dispensés à l’université, ainsi que le partage de laboratoires et d’équipements. Plus de 500 personnes sont employés à la fois par la NTNU et la SINTEF.